# 29 decembrie
ianuarie • februarie • martie  • aprilie  • mai  • iunie  • iulie  • august  • septembrie  • octombrie  • noiembrie  • decembrie
29 decembrie este a 363-a zi a calendarului gregorian și a 364-a zi în anii bisecți. Mai sunt 2 zile până la sfârșitul anului.

## Evenimente
| Imagine indisponibilă |  | Imagine indisponibilă |
| 29 decembrie: Are loc, la Castelul Sigmaringen, din Germania, căsătoria dintre Principele moștenitor Ferdinand de Hohenzollern-Sigmaringen cu Principesa Maria de Edinburgh (fiica Ducelui Alfred de Edinburgh-Coburg și a Marii Ducese Maria a Rusiei). |  |                       |

- 1170: Thomas Becket, Arhiepiscop de Canterbury, este asasinat în interiorul Catedralei Canterbury de susținători ai regelui Henric al II-lea; el devine ulterior sfânt și martir în Biserica Anglicană și Biserica Catolică.
- 1837: Palatul de Iarnă din Sankt Petersburg, o reședință a țarilor, arde complet. Focul durează 30 de ore.
- 1845: Republica Texas s-a unit cu Statele Unite ale Americii, devenind al 28-lea stat al acestei federații.
- 1892: Are loc, la Castelul Sigmaringen, din Germania, căsătoria dintre Principele moștenitor Ferdinand de Hohenzollern-Sigmaringen cu Principesa Maria de Edinburgh (fiica Ducelui Alfred de Edinburgh-Coburg și a Marii Ducese Maria a Rusiei).
- 1910: Demisia Guvernului liberal condus de Ion I. C. Brătianu (datorită activității legislative și necesității de reorganizare a partidului); se formează un guvern conservator, în frunte cu P.P. Carp, care promovează o susținută și eficientă inițiativă.
- 1925: Este creat Partidul Comunist Francez.
- 1959: S-a deschis prima linie a metroului din Lisabona.
- 1970: Conducerea Partidului Comunist Român a aprobat deshumarea osemintelor lui Iuliu Maniu, aflate în incinta penitenciarului Sighet, și reînhumarea lor în satul Bădăcin, județul Sălaj. De asemenea, a fost aprobată deshumarea osemintelor lui Ion Mihalache aflate în incinta penitenciarului Râmnicu-Sărat și reînhumarea lor în comuna Topoloveni, județul Argeș.
- 1989: Are loc prima ședință a guvernului provizoriu condus de Petre Roman, primul guvern al României de după căderea comunismului.
- 1989: Václav Havel devine președinte al Cehoslovaciei.
- 2020: Un cutremur cu magnitudinea de 6,4 pe scara Richter a lovit Croația și țările vecine, inclusiv Italia și România. Au decedat 7 persoane, iar alte zeci au fost rănite.[1]

## Nașteri
- 1552: Henri, Prinț de Condé (d. 1588)
- 1660: David Bläsing, matematician și astronom german (d. 1719)
- 1709: Împărăteasa Elisabeta a Rusiei (d. 1762)
- 1721: Madame de Pompadour, metresa regelui Ludovic al XIV-lea al Franței (d. 1764)
- 1800: Charles Goodyear, chimist american (d. 1860)
- 1808: Andrew Johnson, politician american al 17-lea președinte al Statelor Unite (d. 1875)

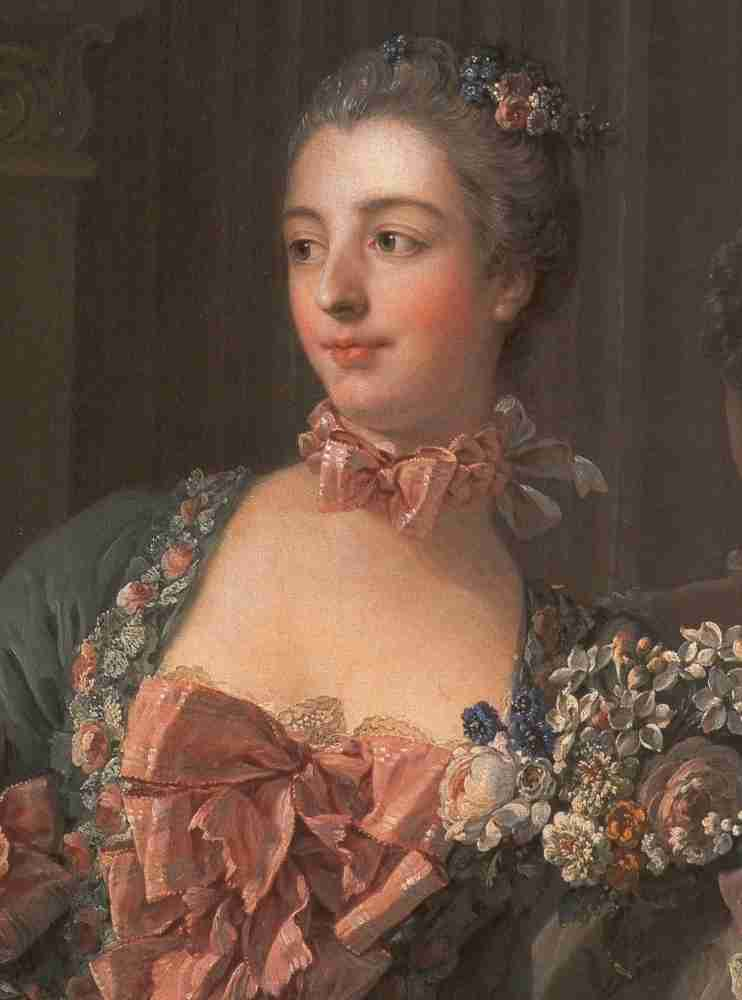
Madame de Pompadour, metresa regelui Ludovic al XIV-lea al Franței
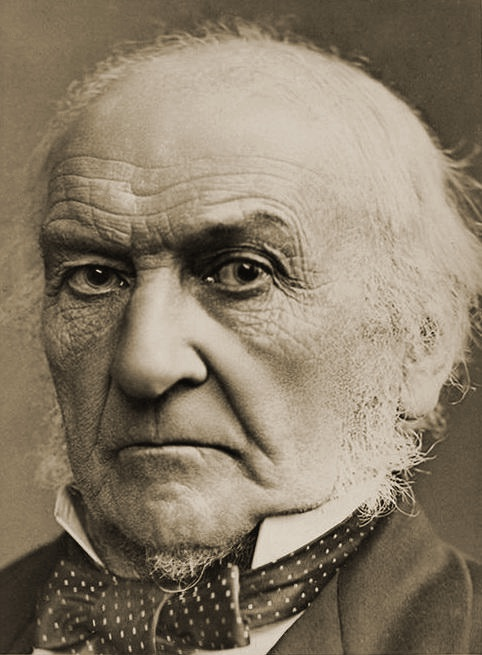
William Ewart Gladstone, prim-ministru al Regatului Unit
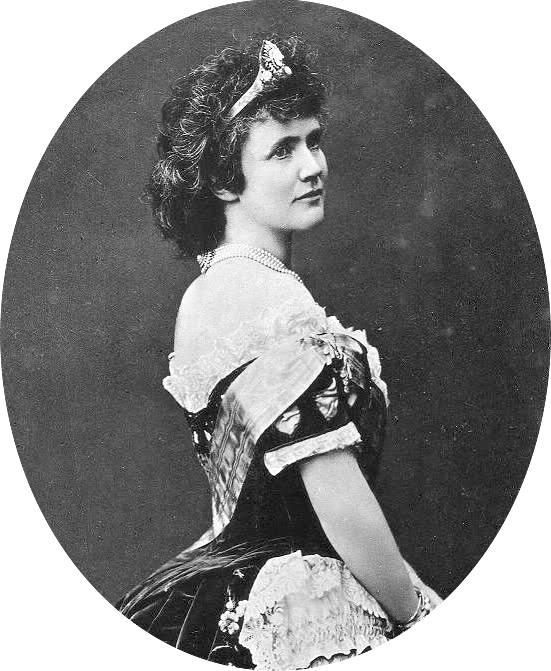
Regina Elisabeta a României

- 1809: Albert Pike, avocat, general, autor american (d. 1891)
- 1809: William Ewart Gladstone, politician englez, prim-ministru al Regatului Unit (d. 1898)
- 1816: Carl Ludwig, medic și fiziolog german (d. 1895)
- 1843: Carmen Sylva, poetă și regina Elisabeta a României, soția regelui Carol I al României (d.1916)
- 1857: Louis Abel-Truchet, pictor francez (d. 1918)
- 1870: Ioan A. Bassarabescu, scriitor român (d. 1952)
- 1873: Ovid Densușianu, poet, lingvist, folclorist și istoric literar (d. 1938)
- 1882: Aleksei Nikolaevici Tolstoi, scriitor rus (d. 1945)
- 1904: Michele Abruzzo, actor italian (d. 1996)
- 1907: Ion Luican, cântăreț de muzică populară român (d. 1992)
- 1910: Ronald Coase, economist englezo-american, laureat Nobel (d. 2013)
- 1911: Klaus Fuchs, fizician germano-britanic (d. 1988)
- 1913: Pierre Werner, om politic luxemburghez (d. 2002)
- 1914: Domènec Balmanya, fotbalist spaniol (d. 2002)
- 1916: Nicolae Sotir, voleibalist român (d. 1991)
- 1917: David Hampshire, pilot britanic (d. 1990)
- 1919: Roman Vlad, compozitor român (d. 2013)
- 1921: Dobrica Ćosić scriitor și politician sârb (d. 2014)
- 1925: Jay Chamberlain, pilot american (d. 2001)
- 1938: Jon Voight, actor american
- 1939: Ed Bruce, cântăreț și actor american
- 1939: Grigor Moldovan, matematician român
- 1941: Ray Thomas, cântăreț american
- 1947: Ted Danson, actor american
- 1949: Carmen Maria Strujac, actriță română
- 1952: Pavel Șușară, autor, critic și istoric de artă
- 1953: Gali Atari, actriță din Israel
- 1953: Matthias Platzeck, om politic german
- 1955: Marian Petre Miluț, politician român

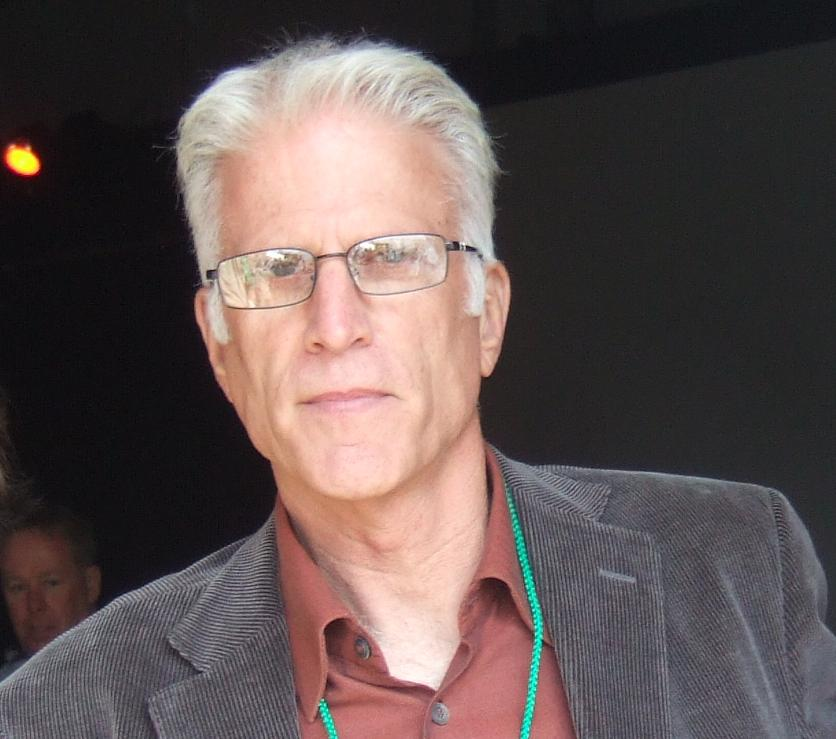
Ted Danson, actor american
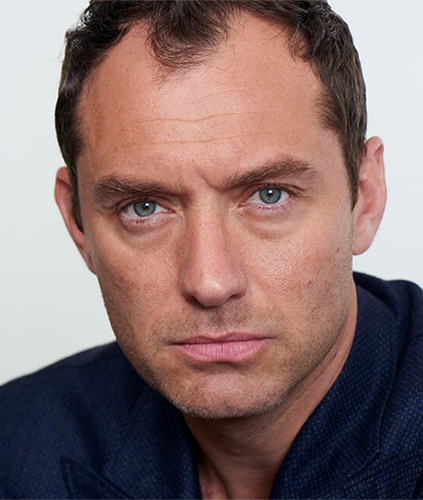
Jude Law, actor englez
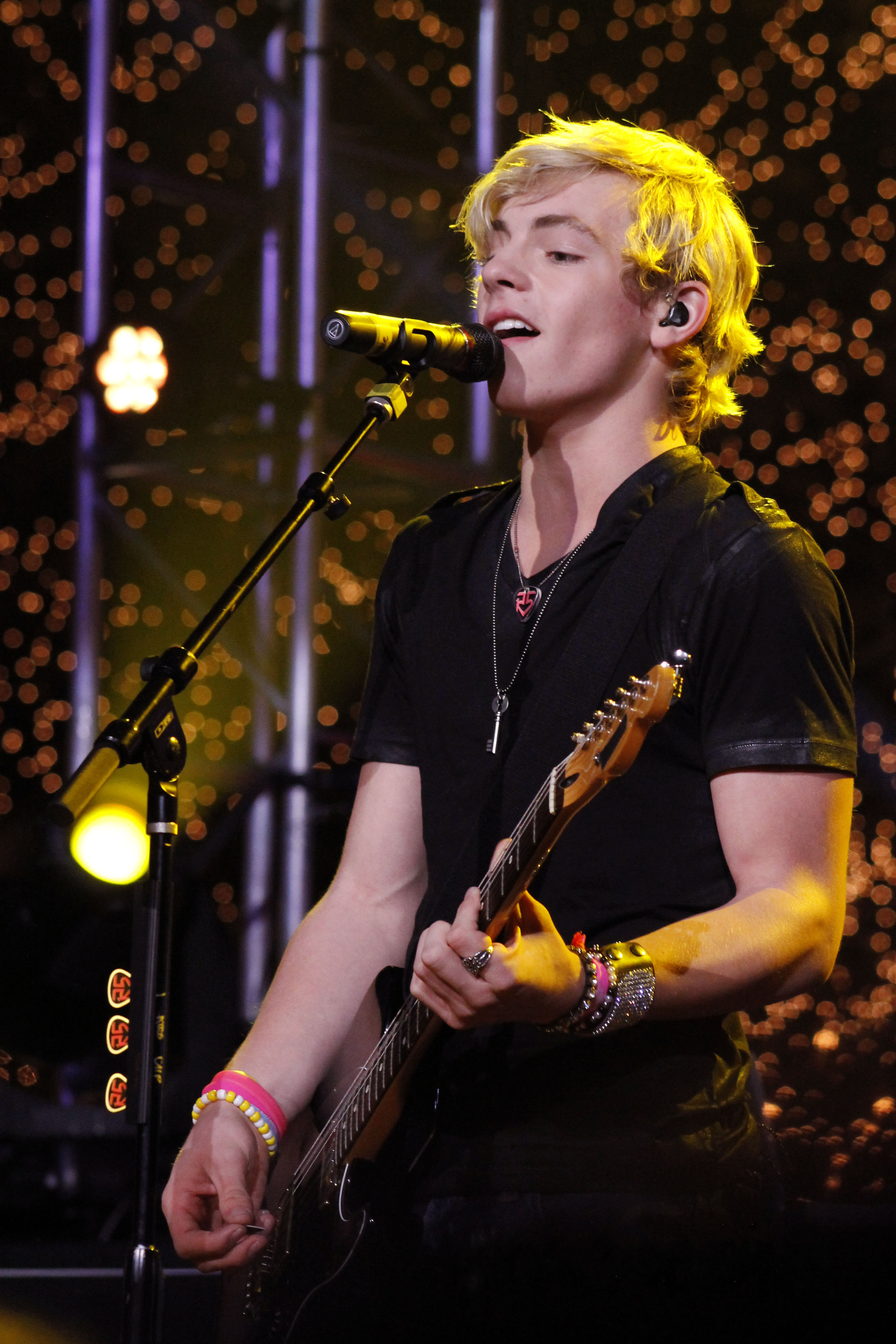
Ross Lynch, cântăreț american

- 1957: Bruce Beutler, imunolog american
- 1957: Doina Micșunica Drețcanu, politician român
- 1957: Oliver Hirschbiegel, regizor german
- 1962: Wynton Rufer, fotbalist neozeelandez
- 1968: Dorin-Liviu Nistoran, politician român
- 1968: Cătălin Ștefănescu, prezentator de televiziune român
- 1969: Jennifer Ehle, actriță americană
- 1969: Allan McNish, pilot britanic
- 1971: Niclas Alexandersson, fotbalist suedez
- 1972: Jude Law, actor englez
- 1976: Michal Hvorecký, scriitor și jurnalist slovac
- 1981: Shizuka Arakawa, patinatoare japoneză
- 1986: Ilie Cebanu, fotbalist moldovean
- 1986: Kim Ok-bin, actriță sud-coreeană
- 1993: Constantin Bogdan, fotbalist moldovean
- 1994: Eliza Cicic, handbalistă română
- 1994: Louis Schaub, fotbalist austriac
- 1995: Ross Lynch, actor, cântăreț, muzician și dansator american
- 1996: Elizabeth Omoregie, handbalistă bulgară

## Decese
- 1170: Thomas Becket, episcop englez, asasinat (n. 1118)
- 1606: Ștefan Bocskai, principe al Transilvaniei (n. 1557)
- 1731: Louise Hippolyte, Prințesă de Monaco (n. 1697)
- 1743: Hyacinthe Rigaud, pictor francez (n. 1659)
- 1772: Ernst Johann von Biron, regent al Imperiului rus (n. 1690)
- 1822: Petru Duka de Kádár, general austriac (n. 1756)
- 1825: Jacques-Louis David, pictor francez (n. 1748)
- 1829: Henrietta de Nassau-Weilburg, ducesă de Teschen (n. 1797)
- 1864: Salomon Müller, naturalist german (n. 1804)

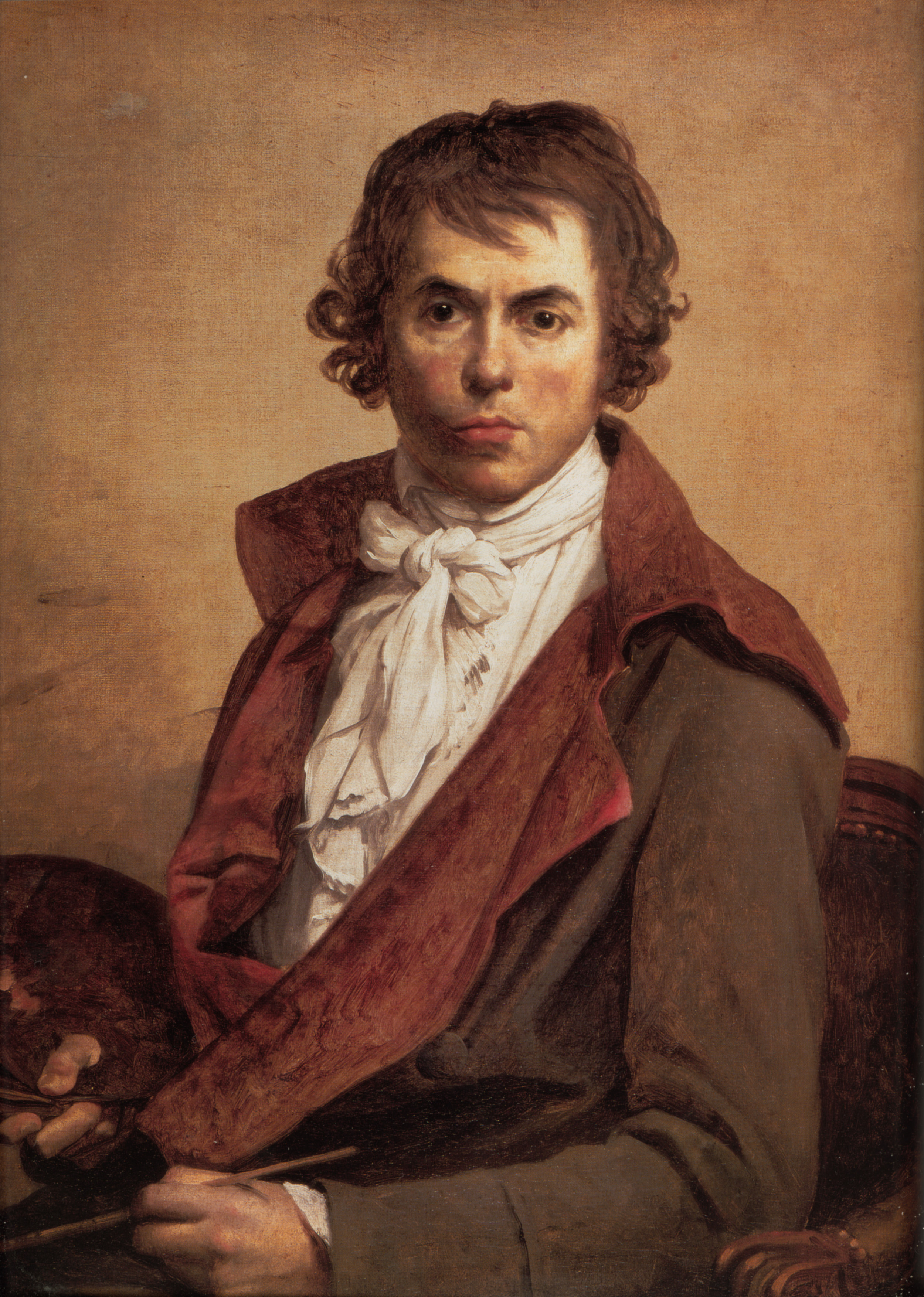
Jacques-Louis David, pictor francez
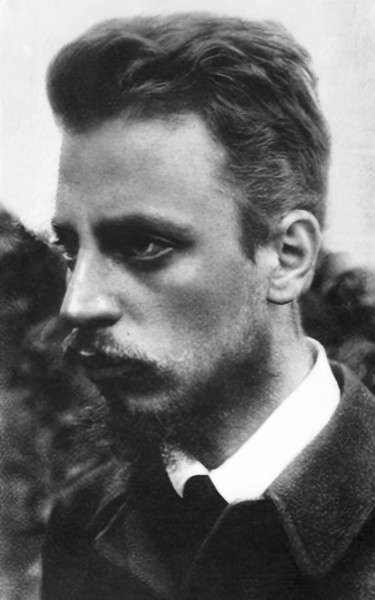
Rainer Maria Rilke, poet german

- 1924: Carl Spitteler, scriitor elvețian, laureat al Premiului Nobel (n. 1845)
- 1926: Rainer Maria Rilke, poet german (n. 1875)
- 1929: Pauline Schullerus, etnologă, botanistă și scriitoare română, aparținând minorității sașilor transilvăneni (n. 1858)
- 1930: Nico Klopp, pictor luxemburghez (n. 1894)
- 1931: Émile Jourdan, pictor francez (n. 1860)
- 1933: Ion G.Duca, prim-ministru al României (n. 1879)
- 1937: Constantin Miculescu, fizician român (n. 1863)
- 1941: Ernst, Prinț de Saxa-Meiningen,  șeful Casei de Saxa-Meiningen (n. 1859)
- 1970: Prințul Adalbert de Bavaria, istoric, autor și ambasador german (n. 1886)
- 1972: Joseph Cornell, sculptor american (n. 1903)
- 1973: Gheorghe Cristescu, politician comunist român (n. 1882)
- 1986: Andrei Tarkovski, regizor rus (n. 1932)
- 1994: Tudor Greceanu, aviator român (n. 1917)
- 2000: Jacques Laurent, scriitor francez, câștigător al Premiului Goncourt în 1971 (n. 1919)
- 2004: Julius Axelrod, biochimist și neurochimist american, laureat Nobel (n. 1912)
- 2015: Pavel Srníček, fotbalist și antrenor ceh (n. 1968)
- 2020: Claude Bolling pianist, compozitor și aranjor francez de jazz (n. 1930)
- 2020: Pierre Cardin, designer francez de modă (n. 1922)
- 2020: Alexi Laiho, chitarist, compozitor și cântăreț finlandez (n. 1979)
- 2022: Sorin Adam, pictor și grafician român (n. 1968)
- 2022: Eduard Artemiev, compozitor rus (n. 1937)
- 2022: Pelé, jucător brazilian de fotbal (n. 1940)
- 2022: Vivienne Westwood, designer de modă și femeie de afaceri engleză (n. 1941)
- 2024: Jimmy Carter, al 39-lea președinte al Statelor Unite (n. 1924)

## Sărbători
- Sfinții 14.000 de prunci uciși din porunca lui Irod; Cuv. Marcel și Tadeu Mărturisitorul (calendar creștin-ortodox)
- Sfântul Thomas Becket episcop și martir (calendar romano-catolic)
- Sfinții copii uciși de Irod; Sfântul Cuvios Marcel (Harț) (calendar greco-catolic)